# Paolo Emilio Bensa
Pour les articles homonymes, voir Bensa.
Paolo Emilio Bensa (Gênes, 27 mars 1858 - Gênes, 17 janvier 1928) était un juriste et un homme politique italien.

## Biographie
Professeur à l'université de Gênes et sénateur du royaume d'Italie, il rédige en 1902 un commentaire du Digeste de Bernhard Windscheid avec Carlo Fadda.
Pendant la Première Guerre mondiale, il fait partie de la commission nommée par le Premier ministre Vittorio Emanuele Orlando le 12 janvier 1918 pour enquêter sur les causes et les responsabilités de la catastrophe de Caporetto. La commission d'enquête sur la retraite de l'Isonzo au Piave était présidée par le général Carlo Caneva et composée de cinq membres en plus de lui : le lieutenant général Ottavio Ragni, le vice-amiral Felice Napoleone Canevaro, l'avocat général militaire Donato Antonio Tommasi et les députés Alessandro Stoppato et Orazio Raimondo. Les pouvoirs de la commission étaient étendus et son travail était minutieux et précis, bien qu'il ne soit pas à l'abri des critiques. En fait, il semble maintenant établi (sur la base du témoignage du sénateur Giuseppe Paratore, alors très proche du Premier ministre) que c'est une intervention d'Orlando (poussée à son tour par Armando Diaz) qui a incité la commission à négliger les responsabilités de Pietro Badoglio, afin d'éviter une crise au sein du commandement suprême au moment du plus grand danger.

### Fonction
- Professeur de droit civil à l'université de Gênes (29 mars 1906)

### Fonctions administratives
- Conseiller municipal de Gênes (1921)

### Titres et fonctions
- Membre de la commission d'enquête sur les événements militaires qui ont conduit à la retraite sur le Piave (12 janvier 1918).
- Membre de la Société d'histoire locale de Savona (1889)
- Membre correspondant de la Société royale de Naples (23 janvier 1910)
- Membre national de l'Accademia dei Lincei à Rome (20 novembre 1927)

### Commissions sénatoriales
- Membre de la commission d'examen du projet de loi "Application de la Convention internationale de Berne du 26 septembre 1906 pour l'interdiction du travail de nuit des femmes employées dans l'industrie" (15 juillet 1909).
- Membre du comité du règlement intérieur (14 décembre 1914-29 septembre 1919) (15 juin 1921-10 décembre 1923) (2 juin 1924-17 janvier 1928), secrétaire du Comité du Règlement intérieur (6 décembre 1919-7 avril 1921)
- Membre de la commission d'examen des projets de loi relatifs aux traités internationaux (27 mars 1917-29 septembre 1919) (10 décembre 1919-18 juillet 1920)
- Membre de la commission parlementaire d'enquête sur les liquidations de la gestion des fêtes et expositions commémoratives à Rome, Turin et Palerme, Buenos Aires, Bruxelles, Faenza et Parme (14 février 1918-18 avril 1920)
- Membre de la commission parlementaire pour l'examen du tarif des droits de douane (13 décembre 1918)
- Membre ordinaire de la commission d'accusation de la Haute Cour de justice (2 mars-29 septembre 1919) (6 décembre 1919-7 avril 1921) (28 juin 1921-14 novembre 1923. Démission) (3 juin 1924-17 janvier 1928)
- Membre de la commission pour l'examen du projet de loi "Capacité juridique de la femme" (10 mars 1919)
- Membre de la commission des finances (5 décembre 1919-7 avril 1921)
- Membre de la commission d'examen du projet de loi "Contraventions pour port d'armes" (25 septembre 1920)

## Décorations honorifiques
- Chevalier de l'ordre des Saints-Maurice-et-Lazare - 8 juin 1897
 - Commandeur de l'ordre des Saints-Maurice-et-Lazare - 28 décembre 1902